# Slamica
Slamica je plastična cevčica, približno 20 cm dolga, namenjena pitju oziroma srkanju pijače - sokov, coctailov in podobno. Poznamo enodelne slamice in slamice s pregibom (ki imajo na sredini ali na tretjini dolžine miniaturno harmonika obliko, da jo lahko upognemo brez poškodbe). Poznamo slamice v najrazličnejših barvah. Slamica je za enkratno uporabo.